# Claude Colomer
Claude Colomer, né à Latour-de-France le 19 octobre 1934 et mort le 10 juillet 2012 à Perpignan, est un professeur agrégé d'histoire. Ses travaux se portent sur la catalanité, les villes et les personnages historiques catalans.

## Biographie
Claude Colomer est né à Latour de France, fils de viticulteurs. Il s'intéresse très tôt à l'histoire et poursuit ses études à Perpignan jusqu'au bac. Il poursuit ses études à la Sorbonne jusqu'à l'Agrégation.
En 1963, il commence à enseigner au lycée international de Fontainebleau jusqu'à sa fermeture en 1967.
Il enseigne l'histoire au Lycée Janson-de-Sailly et il aura plusieurs personnalités parmi ses élèves. Il finira sa carrière en 2000.

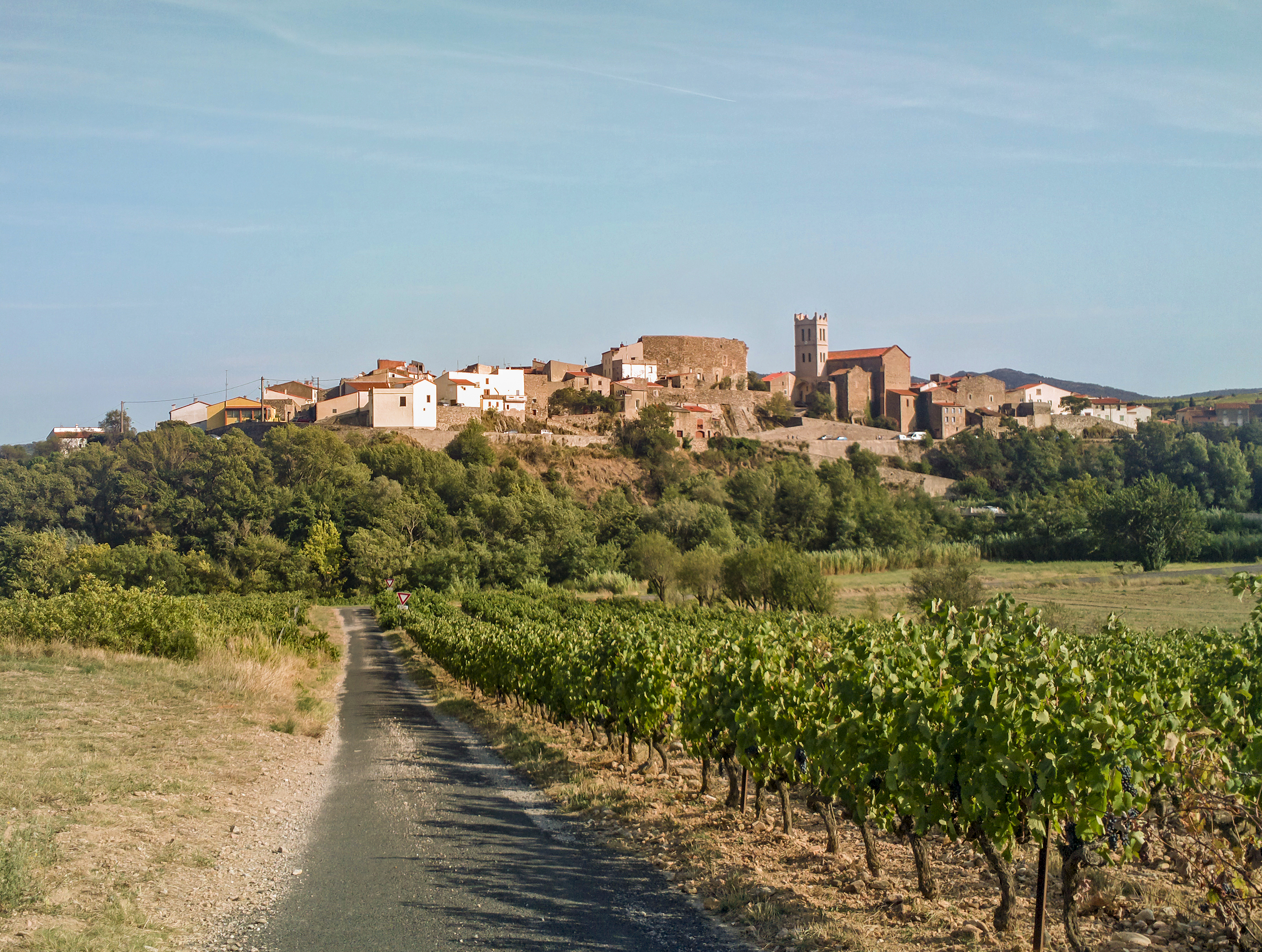
Latour de France

Durant sa vie, il crée plusieurs publications sur la catalanité, les villes et personnages historiques catalans pendant une trentaine d'années.
Il revient vivre à Latour de France jusqu'à sa mort. Il possède une grande collection de plus d'une centaine d'œuvres du peintre Martin Vivès.

## Domaine de recherche
Claude Colomer a étudié l'histoire des catalans du Nord, des différents villes et villages catalans et les personnalités politiques (  et militaires catalans (le Maréchal Joffre )
Le livre Janson de Sailly: Histoire d'un lycée de prestige  est le fruit d'un long travail de son auteur. Le lycée Janson de Sailly, inauguré en octobre 1884, n'a plus d'archives: Elles ont été presque totalement détruites, jetées à la poubelle il y a une vingtaine d'années pour débarrasser les combles de l'établissement. Pour pallier l'absence de documents, Claude Colomer a entrepris de « confesser » le plus grand nombre possible d'anciens élèves, de professeurs et d'administrateurs. Il a ainsi recueilli plus de 250 témoignages.
À sa mort, ses archives et documents sont donnés, par testament, aux archives diocésaines de Perpignan. Un projet de création d'un centre de recherche pour chercheurs et étudiants en histoire de l'art, en archéologie, en histoire et géographie et aussi en histoire des deux Catalogne a été abandonné.

## Décorations
- Officier de l'ordre des Palmes académiques[12]
- Officier de l'ordre des Arts et des Lettres (2010)[13]

## Principales publications
- La Famille et le milieu social du peintre Hyacinthe Rigaud , Connaissance du Roussillon, 2, s.l., 1973[14].
- Histoire de Saint Michel de Cuxa par les textes, imprimerie centrale de l'Ouest , 1975.
- Hommage à Pablo Casals.
- Hommage à Michel Bouille, les Cahiers des amis du vieil Ille, no 134, été 1996, p. 7-8.
- Montserrat Caballé ou l'anti Diva. Béziers, Société de musicologie de Languedoc, 1988.
- Recueil d'études sur Latour de France. LaTour, Ed. de la Tour, 1988.
- Histoire des Catalans, Toulouse, Ed Milan 1990.
- La permanence espagnole en matière ecclésiastique dans l'évêché d'Elne au début du XVIIIe siècle, Actes de la Réunion d'Histoire et d'archéologie. Elne. 1969, p. 100-107.
- Ernest Cabaner, musicien catalan, ami de Rimbaud et des impressionnistes. Terra Nostra, 1993.
- Le Clergé régulier en Roussillon, du rattachement à la Révolution (1659- 1789) SASL des PO, 104e vol, 1995.
- Histoire du Roussillon, PUF, coll. Que sais-je ?, 1997.
- Janson de Sailly, histoire d'un lycée de prestige. Ed de la Tour, 2003.
- Joffre le Colonial, SSL des Pyrénées Orientales, 2008.

## Articles
- Inventaire des pièces concernant le Roussillon extraites des catalogues des différentes collections de manuscrits de la Bibliothèque Nationale In : CERCA, 10, 1960, p. 334-348 ; 11, 1961, p. 14-23
- Présentation de l'Art roussillonnais. "Longue et amère méditation d'un homme de culture", In : Conflent, 197, sept-oct. 1995, p. 3-20
- Itinéraire et chronologie de l'expédition des catalans en Grèce , In : CERCA, 4, 1959, p. 144-161, cartes